# Åbybro
Åbybro (danska: Aabybro) är en tätort i Region Nordjylland i Danmark. Tätorten har 6 688 invånare (2024). Den är centralort i Jammerbugts kommun och ligger på ön Vendsyssel-Thy, cirka 17 kilometer nordväst om Ålborg. Åbybro var centralort i Åbybro kommun fram till kommunreformen 2007.
Åbybro hade mellan 1897 och 1969 en järnvägsstation längs med sträckan Fjerritslev–Fredrikshavn (FFJ) och mellan 1913 och 1963 längs med sträckan Hjørring–Løkken–Åbybro (HLA).